# إيميش
إيميش هو اله الإنبات في الميثولوجيا السومرية، قام الإله إنليل بخلقه بجانب الإله إينتين ليتولوا مسؤولة الغابات والحقول والمراعي والاسطبلات.